# Marquette County (Wisconsin)
Das Marquette County ist ein County im US-amerikanischen Bundesstaat Wisconsin. Im Jahr 2020 hatte das County 15.592 Einwohner und eine Bevölkerungsdichte von 13,2 Einwohnern pro Quadratkilometer. Der Verwaltungssitz (County Seat) ist Montello.

## Geografie
Das County liegt etwas südöstlich des geografischen Zentrums von Wisconsin und hat eine Fläche von 1203 Quadratkilometern, wovon 23 Quadratkilometer Wasserfläche sind. 
Durchflossen wird das County vom Fox River, einem Zufluss des Michigansees.
An das Marquette County grenzen folgende Nachbarcountys: 
|              | Waushara County |                   |
| Adams County |                 | Green Lake County |
|              | Columbia County |                   |

## Geschichte

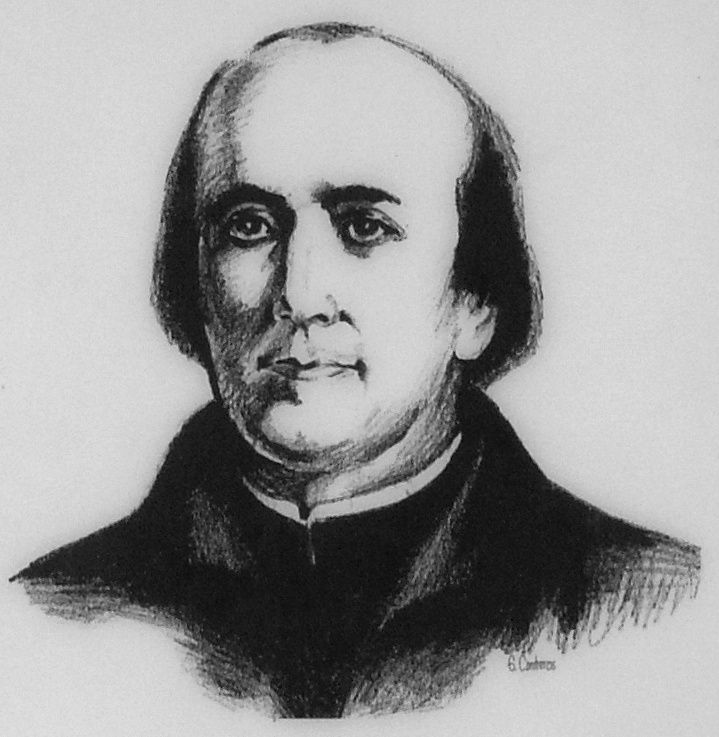
Jacques Marquette

Das Marquette County wurde 1836 aus dem Marquette District gebildet. Benannt wurde es nach Jacques Marquette, einem französischen Jesuiten und Entdecker.

## Bevölkerung
Nach der Volkszählung im Jahr 2010 lebten im Marquette County 15.404 Menschen in 6598 Haushalten. Die Bevölkerungsdichte betrug 13,1 Einwohner pro Quadratkilometer. In den 6598 Haushalten lebten statistisch je 2,3 Personen. 
Ethnisch betrachtet setzte sich die Bevölkerung zusammen aus 97,5 Prozent Weißen, 0,6 Prozent Afroamerikanern, 0,7 Prozent amerikanischen Ureinwohnern, 0,5 Prozent Asiaten sowie aus anderen ethnischen Gruppen; 0,8 Prozent stammten von zwei oder mehr Ethnien ab. Unabhängig von der ethnischen Zugehörigkeit waren 2,8 Prozent der Bevölkerung spanischer oder lateinamerikanischer Abstammung.
19,8 Prozent der Bevölkerung waren unter 18 Jahre alt, 58,6 Prozent waren zwischen 18 und 64 und 21,6 Prozent waren 65 Jahre oder älter. 49,2 Prozent der Bevölkerung waren weiblich.

Das jährliche Durchschnittseinkommen eines Haushalts lag bei 44.879 USD. Das Pro-Kopf-Einkommen betrug 23.004 USD. 13,8 Prozent der Einwohner lebten unterhalb der Armutsgrenze.

## Ortschaften im Marquette County
City
- Montello

Villages
- Endeavor
- Neshkoro
- Oxford
- Westfield

Census-designated place (CDP)
- Packwaukee

Andere Unincorporated Communities
| - Briggsville - Budsin - Buffalo Shore Estates - Douglas Center | - Germania - Glen Oak - Harrisville - Lawrence |

## Gliederung
Das Marquette County ist neben den fünft inkorporierten Kommunen in 14 Towns eingeteilt:
| Town                 | Einwohner (2010) | FIPS     |
| -------------------- | ---------------- | -------- |
| Town of Buffalo      | 1221             | 55-11050 |
| Town of Crystal Lake | 484              | 55-17900 |
| Town of Douglas      | 725              | 55-20525 |
| Town of Harris       | 790              | 55-32775 |
| Town of Mecan        | 686              | 55-50350 |
| Town of Montello     | 1033             | 55-53900 |
| Town of Moundville   | 552              | 55-54600 |

| Town                | Einwohner (2010) | FIPS     |
| ------------------- | ---------------- | -------- |
| Town of Neshkoro    | 561              | 55-56150 |
| Town of Newton      | 547              | 55-57225 |
| Town of Oxford      | 885              | 55-60900 |
| Town of Packwaukee  | 1416             | 55-60962 |
| Town of Shields     | 550              | 55-73600 |
| Town of Springfield | 830              | 55-75925 |
| Town of Westfield   | 866              | 55-85600 |